# Giải đua xe Công thức 1 2025
Giải đua xe Công thức 1 2025 là một giải đua xe mô tô đang được tổ chức dành cho các xe đua Công thức 1 với tư cách là mùa giải Công thức 1 thứ 76 vào năm 2025. Giải đua được Liên đoàn Ô tô Quốc tế (FIA), cơ quan quản lý môn đua xe thể thao quốc tế, công nhận là giải đấu cao nhất dành cho xe đua bánh hở. Giải đua xe Công thức 1 2025 đang diễn ra trong vòng 24 chặng đua được tổ chức trên khắp thế giới, bắt đầu vào tháng 3 và kết thúc vào tháng 12.
Giải đua xe Công thức 1 2025 là mùa giải cuối cùng cấu hình bộ nguồn được giới thiệu vào năm 2014 được sử dụng. Cấu hình được sửa đổi không có MGU-H và công suất cao hơn từ MGU-K sẽ được giới thiệu vào năm 2026. Các tay đua và các đội đua dự kiến sẽ tranh tài lần lượt để giành danh hiệu Tay đua vô địch Thế giới (tiếng Anh: World Drivers' Champion) và Đội đua vô địch Thế giới (tiếng Anh: World Constructors' Champion). Max Verstappen là tay đua đuơng kim vô địch trong khi McLaren-Mercedes là đội đua đương kim vô địch.
Mùa giải 2025 là mùa giải cuối cùng của thế hệ ô tô được giới thiệu vào năm 2022 và cũng là mùa giải cuối cùng của hệ thống Drag Reduction System (DRS) được giới thiệu như một công cụ hỗ trợ vượt một tay đua đối thủ vào năm 2011 khi những chiếc ô tô có tính năng khí động học chủ động và cánh có thể di chuyển được sẽ được giới thiệu từ năm 2026. Đây cũng sẽ là mùa giải cuối cùng của Renault vì hãng sẽ ngừng sản xuất động cơ cho đội đua Alpine của mình sau mùa giải 2025.

## Danh sách các đội đua và tay đua
Các đội đua và tay đua sau đây hiện đang tham gia và thi đấu tại Giải đua xe Công thức 1 2025. Tất cả các đội đua đang thi đấu với lốp xe của Pirelli. Mỗi đội phải có ít nhất hai tay đua, một tay đua cho mỗi chiếc xe trong số hai chiếc xe bắt buộc. Các đội đua sau đây được sắp xếp theo thứ tự của bảng xếp hạng các đội đua năm 2024 trong danh sách này.
| Đội đua                                       | Xe đua                            | Động cơ    | Hãng lốp | Số xe | Tay đua               | Số chặng đua đã tham gia | Tay đua dự bị/ lái thử                             |
| --------------------------------------------- | --------------------------------- | ---------- | -------- | ----- | --------------------- | ------------------------ | -------------------------------------------------- |
| McLaren Formula 1 Team                        | McLaren MCL39                     | Mercedes   | P        | 4     | Lando Norris          | 1–8                      | Patricio O'Ward                                    |
| McLaren Formula 1 Team                        | McLaren MCL39                     | Mercedes   | P        | 81    | Oscar Piastri         | 1–8                      | Patricio O'Ward                                    |
| Scuderia Ferrari HP Inc.                      | Ferrari SF-25                     | Ferrari    | P        | 16    | Charles Leclerc       | 1–8                      | Chu Quán Vũ Antonio Giovinazzi                     |
| Scuderia Ferrari HP Inc.                      | Ferrari SF-25                     | Ferrari    | P        | 44    | Lewis Hamilton        | 1–8                      | Chu Quán Vũ Antonio Giovinazzi                     |
| Oracle Red Bull Racing                        | Red Bull Racing RB21              | Honda RBPT | P        | 1     | Max Verstappen        | 1–8                      |                                                    |
| Oracle Red Bull Racing                        | Red Bull Racing RB21              | Honda RBPT | P        | 30    | Liam Lawson           | 1–2                      |                                                    |
| Oracle Red Bull Racing                        | Red Bull Racing RB21              | Honda RBPT | P        | 22    | Tsunoda Yūki          | 3–8                      |                                                    |
| Mercedes-AMG Petronas Formula 1 Team          | Mercedes-AMG F1 W16 E Performance | Mercedes   | P        | 12    | Andrea Kimi Antonelli | 1–8                      | Valtteri Bottas                                    |
| Mercedes-AMG Petronas Formula 1 Team          | Mercedes-AMG F1 W16 E Performance | Mercedes   | P        | 63    | George Russell        | 1–8                      | Valtteri Bottas                                    |
| Aston Martin Aramco Formula One Team          | Aston Martin AMR25                | Mercedes   | P        | 14    | Fernando Alonso       | 1–8                      | Felipe Drugovich Stoffel Vandoorne                 |
| Aston Martin Aramco Formula One Team          | Aston Martin AMR25                | Mercedes   | P        | 18    | Lance Stroll          | 1–8                      | Felipe Drugovich Stoffel Vandoorne                 |
| BWT Alpine Formula 1 Team                     | Alpine A525                       | Renault    | P        | 7     | Jack Doohan           | 1–6                      | Paul Aron Hirakawa Ryō Franco Colapinto Kush Maini |
| BWT Alpine Formula 1 Team                     | Alpine A525                       | Renault    | P        | 43    | Franco Colapinto      | 7–8                      | Paul Aron Hirakawa Ryō Franco Colapinto Kush Maini |
| BWT Alpine Formula 1 Team                     | Alpine A525                       | Renault    | P        | 10    | Pierre Gasly          | 1–8                      | Paul Aron Hirakawa Ryō Franco Colapinto Kush Maini |
| MoneyGram Haas F1 Team                        | Haas VF-25                        | Ferrari    | P        | 31    | Esteban Ocon          | 1–8                      | Hirakawa Ryō                                       |
| MoneyGram Haas F1 Team                        | Haas VF-25                        | Ferrari    | P        | 87    | Oliver Bearman        | 1–8                      | Hirakawa Ryō                                       |
| Visa Cash App Racing Bulls Formula 1 Team     | Racing Bulls VCARB 02             | Honda RBPT | P        | 6     | Isack Hadjar          | 1–8                      | Iwasa Ayumu                                        |
| Visa Cash App Racing Bulls Formula 1 Team     | Racing Bulls VCARB 02             | Honda RBPT | P        | 22    | Tsunoda Yūki          | 1–2                      | Iwasa Ayumu                                        |
| Visa Cash App Racing Bulls Formula 1 Team     | Racing Bulls VCARB 02             | Honda RBPT | P        | 30    | Liam Lawson           | 3–8                      | Iwasa Ayumu                                        |
| Atlassian Williams Racing                     | Williams FW47                     | Mercedes   | P        | 23    | Alexander Albon       | 1–8                      | Oliver Turvey                                      |
| Atlassian Williams Racing                     | Williams FW47                     | Mercedes   | P        | 55    | Carlos Sainz Jr.      | 1–8                      | Oliver Turvey                                      |
| Stake F1 Team Kick Sauber Kick Sauber F1 Team | Kick Sauber C45                   | Ferrari    | P        | 5     | Gabriel Bortoleto     | 1–8                      |                                                    |
| Stake F1 Team Kick Sauber Kick Sauber F1 Team | Kick Sauber C45                   | Ferrari    | P        | 27    | Nico Hülkenberg       | 1–8                      |                                                    |

### Thay đổi đội đua
RB ngừng sử dụng tên viết tắt và thay vào đó sẽ sử dụng tên gọi Racing Bulls.
Đội đua Williams đã công bố mối quan hệ đối tác mới với nhà cung cấp phần mềm Atlassian vào tháng 2 năm 2025. Do đó, đội tham gia mùa giải 2025 dưới tên gọi Atlassian Williams Racing.

### Thay đổi tay đua
Lewis Hamilton gia nhập Ferrari sau 12 mùa giải gắn bó với Mercedes và thế chỗ Carlos Sainz Jr. Hamilton chấm dứt chuỗi kỷ lục mùa giải gắn bó liên tiếp nhiều nhất của mình cho một đội đua. Bên cạnh đó, đây là mùa giải đầu tiên anh lái một chiếc ô tô không sử dụng động cơ Mercedes. Hamilton được thế chỗ bởi tay đua tân binh người Ý Andrea Kimi Antonelli, người đến từ đội trẻ của Mercedes và Công thức 2. Antonelli chính thức ra mắt Công thức 1 vào mùa giải 2025 ở tuổi 18. Carlos Sainz Jr. rời Ferrari sau bốn mùa giải để gia nhập Williams theo một hợp đồng hai năm để thay thế Logan Sargeant, người bị thay thế bởi Franco Colapinto cho phần còn lại của mùa giải 2024.
Haas có đội hình tay đua hoàn toàn mới vào năm 2025 khi Nico Hülkenberg rời đội sau hai mùa giải để trở lại Sauber, nơi anh đã gắn bó vào năm 2013. Hülkenberg được thay thế bởi tay đua dự bị Oliver Bearman, người được thăng hạng từ Công thức 2 và đã từng đua tại Giải đua ô tô Công thức 1 Ả Rập Xê Út 2024 cho Ferrari và tại hai chặng đua cho Haas. Kevin Magnussen rời đội sau bảy mùa giải sau hai giai đoạn gắn bó và được thay thế bởi Esteban Ocon, người rời Alpine sau năm mùa giải. Ocon được thay thế bởi tay đua tân binh người Úc đến từ Học viện Alpine Jack Doohan, người đã đua ở Công thức 2 lần cuối vào năm 2023. Valtteri Bottas và Chu Quán Vũ đều rời Sauber sau ba năm và được thế chỗ bởi Gabriel Bortoleto, một tay đua Công thức 2 khác, bên cạnh Hülkenberg.
Sergio Pérez rời Red Bull Racing sau khi mùa giải 2024 kết thúc mặc dù đã có hợp đồng được công bố trước đó cho đến năm 2026. Anh được thay thế bởi Liam Lawson, người được thăng chức từ RB sau năm chặng đua trong mùa giải 2023 dưới biệt danh AlphaTauri và sáu chặng đua trong mùa giải 2024 dưới tên viết tắt (RB). Tay đua dự bị của Red Bull Racing và nhà vô địch Công thức 2 Isack Hadjar đã được thăng chức lên Racing Bulls để kế nhiệm Lawson.

#### Thay đổi tay đua trong mùa giải
Sau Giải đua ô tô Công thức 1 Trung Quốc, Liam Lawson bị giáng chức trở lại Racing Bulls và Tsunoda Yūki được thăng hạng lên Red Bull Racing tại Giải đua ô tô Công thức 1 Nhật Bản sau đó.

## Lịch đua

Màu xanh lá cây là các quốc gia có tổ chức chặng đua. Màu xám đậm là các quốc gia có chặng đua bị hủy.

Lịch đua của Giải đua xe Công thức 1 2025 bao gồm 24 chặng đua tương tự như mùa giải năm 2024. Chặng đua nước rút sẽ được tổ chức tại Giải đua ô tô Công thức 1 Trung Quốc, Giải đua ô tô Công thức 1 Miami, Giải đua ô tô Công thức 1 Bỉ, Giải đua ô tô Công thức 1 Hoa Kỳ, Giải đua ô tô Công thức 1 São Paulo và Giải đua ô tô Công thức 1 Qatar.
| Stt | Chặng đua                                  | Trường đua                                             | Ngày        |
| --- | ------------------------------------------ | ------------------------------------------------------ | ----------- |
| 1   | Giải đua ô tô Công thức 1 Úc               | Trường đua Albert Park, Melbourne                      | 16 tháng 3  |
| 2   | Giải đua ô tô Công thức 1 Trung Quốc       | Trường đua Quốc tế Thượng Hải, Thượng Hải              | 23 tháng 3  |
| 3   | Giải đua ô tô Công thức 1 Nhật Bản         | Trường đua Suzuka International, Suzuka                | 6 tháng 4   |
| 4   | Giải đua ô tô Công thức 1 Bahrain          | Trường đua Bahrain International, Sakhir               | 13 tháng 4  |
| 5   | Giải đua ô tô Công thức 1 Ả Rập Xê Út      | Trường đua Jeddah Corniche, Jeddah                     | 20 tháng 4  |
| 6   | Giải đua ô tô Công thức 1 Miami            | Trường đua Miami International, Miami Gardens, Florida | 4 tháng 5   |
| 7   | Giải đua ô tô Công thức 1 Emilia-Romagna   | Trường đua Imola, Imola                                | 18 tháng 5  |
| 8   | Giải đua ô tô Công thức 1 Monaco           | Trường đua Monaco, Monaco                              | 25 tháng 5  |
| 9   | Giải đua ô tô Công thức 1 Tây Ban Nha      | Trường đua Barcelona-Catalunya, Montmeló               | 1 tháng 6   |
| 10  | Giải đua ô tô Công thức 1 Canada           | Trường đua Gilles Villeneuve, Montréal                 | 15 tháng 6  |
| 11  | Giải đua ô tô Công thức 1 Áo               | Trường đua Red Bull Ring, Spielberg                    | 29 tháng 6  |
| 12  | Giải đua ô tô Công thức 1 Anh              | Trường đua Silverstone, Silverstone                    | 6 tháng 7   |
| 13  | Giải đua ô tô Công thức 1 Bỉ               | Trường đua Spa-Francorchamps, Stavelot                 | 27 tháng 7  |
| 14  | Giải đua ô tô Công thức 1 Hungary          | Hungaroring, Mogyoród                                  | 3 tháng 8   |
| 15  | Giải đua ô tô Công thức 1 Hà Lan           | Trường đua Zandvoort, Zandvoort                        | 31 tháng 8  |
| 16  | Giải đua ô tô Công thức 1 Ý                | Trường đua Monza, Monza                                | 7 tháng 9   |
| 17  | Giải đua ô tô Công thức 1 Azerbaijan       | Trường đua Thành phố Baku, Baku                        | 21 tháng 9  |
| 18  | Giải đua ô tô Công thức 1 Singapore        | Trường đua đường phố Marina Bay, Singapore             | 5 tháng 10  |
| 19  | Giải đua ô tô Công thức 1 Hoa Kỳ           | Trường đua Americas, Austin, Texas                     | 19 tháng 10 |
| 20  | Giải đua ô tô Công thức 1 Thành phố México | Trường đua Anh em Rodríguez, Thành phố México          | 26 tháng 10 |
| 21  | Giải đua ô tô Công thức 1 São Paulo        | Trường đua José Carlos Pace, São Paulo                 | 9 tháng 11  |
| 22  | Giải đua ô tô Công thức 1 Las Vegas        | Trường đua Las Vegas, Las Vegas                        | 22 tháng 11 |
| 23  | Giải đua ô tô Công thức 1 Qatar            | Trường đua Losail, Lusail                              | 30 tháng 11 |
| 24  | Giải đua ô tô Công thức 1 Abu Dhabi        | Trường đua Yas Marina, Abu Dhabi                       | 7 tháng 12  |

Giải đua ô tô Công thức 1 Úc là chặng đua mở màn của mùa giải 2025, lần đầu tiên kể từ năm 2019. Giải đua ô tô Công thức 1 Úc là chặng đua thứ ba trong ba mùa giải 2024 sau Giải đua ô tô Công thức 1 Bahrain và Giải đua ô tô Công thức 1 Ả Rập Xê Út. Cả hai chặng đua Bahrain và Ả Rập Xê Út được lùi lại sau chặng đua ở Úc để tránh xung đột với tháng lễ Ramadan. Hợp đồng của Giải đua ô tô Công thức 1 Nga vẫn có hiệu lực trong lịch đua năm 2025, nhưng nó đã bị chấm dứt vào năm 2022 do Nga xâm lược Ukraina.

## Thay đổi quy định

### Quy định kỹ thuật

#### Thay đổi trọng lượng tối thiểu
Trọng lượng tối thiểu cho phép của một tay đua sẽ được tăng từ 80 kg lên 82 kg. Do đó, tổng trọng lượng tối thiểu của xe không có nhiên liệu sẽ được tăng từ 798 kg lên 800 kg.

#### Chế độ làm mát cho tay đua
Một máy làm mát cho tay đua sẽ được giới thiệu vào năm 2025. Hệ thống này sẽ chỉ được FIA yêu cầu trong điều kiện nhiệt độ khắc nghiệt với điều kiện là trọng lượng tối thiểu của xe tăng lên tương ứng khi được áp dụng. Điều này nhằm tránh lặp lại những biểu hiện lo ngại về phúc lợi của tay đua sau Giải đua ô tô Công thức 1 Qatar 2023.

#### Áp dụng DRS
Khe hở cho đuôi xe giữa hai chế độ của DRS sẽ được thay đổi, với khoảng hở tối thiểu được thu hẹp từ 10-15 mm xuống còn 9,4-13 mm khi ranh giới trên vẫn ở mức 85 mm trong chế độ DRS mở. FIA cũng sẽ thắt chặt các quy tắc về chế độ DRS, nêu rõ rằng chỉ được có hai vị trí và việc kết thúc áp dụng DRS phải trả lại đuôi xe chính xác như đã định nghĩa về chế độ ban đầu.

#### Số lượng hộp số
Giới hạn số lượng hộp số cho mỗi đội mà các đội sử dụng đã được bãi bỏ cho mùa giải 2025 vì độ tin cậy của các thiết kế hộp số hiện tại khiến hạn chế này trở nên lỗi thời.

### Quy định thể thao

#### Điểm cho vòng đua nhanh nhất
Quy định đặt điểm cho các tay đua về đích ở mười vị trí đầu tiên sau khi thiết lập vòng đua nhanh nhất trong cuộc đua, được giới thiệu vào năm 2019, sẽ được bãi bỏ.

#### Yêu cầu thực hành miễn phí cho tay đua trẻ
Việc yêu cầu đưa một tay đua trẻ vào cuộc trong quá trình thực hành miễn phí sẽ được tăng lên từ một lần mỗi mùa giải cho mỗi xe lên hai lần mỗi mùa giải cho mỗi xe.

#### Lái thử những xe đua cũ
Các quy định liên quan đến việc lái thử những xe đua cũ (TPC) sẽ được thắt chặt. Điều này sẽ được áp dụng trong vòng hai mươi ngày đối với TPC. Các tay đua tham gia mùa giải sẽ chỉ được phép lái tối đa 1.000 km trong bốn ngày thử nghiệm. Những buổi thử nghiệm sẽ chỉ được phép tổ chức tại các đường đua đã có trong lịch trình trong năm hiện tại hoặc năm trước. Tuy nhiên, việc thử nghiệm không được phép tổ chức trên các đường đua sẽ tổ chức một chặng đua trong vòng 60 ngày kể từ ngày thử nghiệm và cũng kể từ cuộc đua trước.

#### Các tình huống bất trắc vòng phân hạng
Trong trường hợp vòng phân hạng cho các chặng đua nước rút và các chặng đua chính bị hủy, vị trí xuất phát của đoàn đua sẽ được sắp xếp theo thứ hạng trên bảng xếp hạng các tay đua. Trước đây, việc xác định thứ tự vị trí xuất phát đoàn đua hoàn toàn do các giám sát viên quyết định nếu vòng phân hạng không thể diễn ra. Nếu như việc áp dụng thứ hạng bảng xếp hạng các tay đua để xác định thứ tự vị trí xuất phát đoàn đua không áp dụng được thì việc này sẽ được các giám sát viên quyết định.

#### Đội hình xuất phát đoàn đua
Đội hình xuất phát đoàn đua sẽ được công bố chính thức nếu như một số xe không vào được vị trí xuất phát được sửa đổi sau khi đội hình xuất phát cho những xe đã rút lui trước khi Giải đua ô tô Công thức 1 São Paulo 2024 bắt đầu. Vị trí xuất phát đoàn đua chính thức sẽ được xác định một giờ trước khi cuộc đua bắt đầu. Những xe đã rút lui 75 phút trước cuộc đua chính sẽ không được đưa vào đoàn đua xuất phát chính thức và những xe sau đó sẽ được di chuyển lên các vị trí có liên quan.

#### Đổi lốp bắt buộc
Với mục đích thúc đẩy chất lượng đua xe tốt hơn cho Giải đua ô tô Công thức 1 Monaco, số lần đổi lốp bắt buộc cho sự kiện này sẽ được tăng lên. Mỗi tay đua bắt buộc phải đổi lốp hai lần, trong cả điều kiện ướt lẫn khô. Các đội cũng sẽ được yêu cầu sử dụng ít nhất ba bộ lốp trong cuộc đua, với tối thiểu hai hợp chất lốp khác nhau trong trường hợp cuộc đua khô.

#### Quy định đối với xe bị hư hỏng
Sau những lo ngại được nêu ra trong Giải đua ô tô Công thức 1 Canada 2024 vì Sergio Pérez gây tranh cãi khi quay trở lại làn pit để tránh việc triển khai xe an toàn để giúp đồng đội Max Verstappen giành chiến thắng trong cuộc đua, FIA đã đưa ra một quy định mới để ngăn chặn những chiếc xe bị hư hỏng nghiêm trọng cố gắng quay trở lại làn pit. Trước đây, các tay đua có thể quay trở lại gara ngay cả khi xe của họ bị hư hỏng và gây nguy hiểm cho những người khác trên đường đua. Quy tắc được cập nhật hiện cho phép giám đốc cuộc đua chỉ thị cho các đội loại bỏ một chiếc xe nếu nó bị hư hỏng đáng kể về cấu trúc hoặc hỏng hóc nghiêm trọng có thể gây nguy hiểm cho những người khác hoặc cản trở cuộc đua. Trong những trường hợp như vậy, tay đua phải dừng xe ở vị trí an toàn gần nhất thay vì tiếp tục quay về làn pit.

#### Vòng đua khởi động cho các lần xuất phát từ làn pit
Các tay đua xuất phát từ làn pit được yêu cầu tham gia vòng đua khởi động với một thay đổi so với các mùa giải, đó là khi họ có thể ở lại gara cho đến khi cuộc đua bắt đầu. Theo quy định mới, sau khi tất cả các xe trên đường đua đã đi qua lối ra pit, những người xuất phát từ làn pit phải rời đi theo thứ tự đã thiết lập trừ khi có sự chậm trễ xảy ra. Sau đó, họ phải vào lại làn pit sau khi hoàn thành vòng đua khởi động trước khi cuộc đua bắt đầu. Sự điều chỉnh này nhằm mục đích hợp lý hóa việc xuất phát cuộc đua và đảm bảo quy trình trước cuộc đua nhất quán hơn.

## Diễn biến mùa giải

### Lễ ra mắt mùa giải
Tất cả các đội đua tham gia lễ ra mắt mùa giải tại The O2 Arena ở Luân Đôn vào ngày 18 tháng 2 năm 2025, nơi các đội công bố xe đua của mình cho mùa giải.

### Buổi thử nghiệm trước mùa giải
Một buổi thử nghiệm trước mùa giải duy nhất được tổ chức tại Trường đua Bahrain International ở Sakhir từ ngày 26 cho đến 28 tháng 2. Carlos Sainz Jr. (Williams), là tay đua lập thời gian nhanh nhất trong buổi thử nghiệm kéo dài ba ngày.

### Những chặng đua mở màn
Lando Norris (McLaren) giành vị trí pole tại Giải đua ô tô Công thức 1 Úc. Sau phiên xuất phát bị hủy bỏ do Isack Hadjar (Racing Bulls) va chạm với chiếc xe của mình trong vòng đua khởi động, Norris đã dẫn đầu phần lớn cuộc đua. Anh đã mất vị trí dẫn đầu trong thời gian ngắn khi anh và đồng đội Oscar Piastri mất kiểm soát trong điều kiện mưa ướt trung gian. Piastri đã bị mắc cạn trong một thời gian ngắn trước khi anh tự giải thoát, tụt xuống vị trí thứ 13 và hồi phục để về đích thứ 9. Max Verstappen (Red Bull Racing) đã bám sát Norris cho đến khi cuộc đua kết thúc trong khi Norris đã giữ Verstappen ở phía sau để đem về chiến thắng cho McLaren. Đây chính là chiến thắng đầu tiên của McLaren tại Úc kể từ năm 2012. Bên cạnh đó, Norris cũng đã phá vỡ kỷ lục của Verstappen về số ngày liên tiếp dẫn đầu bảng xếp hạng các tay đua, mà tay đua của Red Bull đã nắm giữ kể từ Giải đua ô tô Công thức 1 Tây Ban Nha 2022. Các tay đua còn lại ghi điểm trong chặng đua này là Andrea Kimi Antonelli, Alexander Albon, Lance Stroll, Nico Hülkenberg, Charles Leclerc, Piastri và Lewis Hamilton. Sau Giải đua ô tô Công thức 1 Úc, Norris dẫn đầu bảng xếp hạng các tay đua trước Verstappen (18 điểm) và Russell (15 điểm) với 25 điểm. McLaren dẫn đầu bảng xếp hạng các đội đua trước Mercedes (27 điểm) và Red Bull Racing (18 điểm) với 27 điểm.
Hamilton (Ferrari) giành vị trí pole cho chặng đua nước rút và giành chiến thắng chặng đua đó từ vị trí pole trước Piastri và Verstappen tại Giải đua ô tô Công thức 1 Trung Quốc. Bên cạnh đó, đây cũng là chiến thắng đầu tiên của Hamilton cho Ferrari tại một chặng đua nước rút thuộc Công thức 1. Những tay đua khác ghi điểm còn lại là Russell, Leclerc, Tsunoda Yūki, Andrea Kimi Antonelli và Norris. Piastri giành vị trí pole trước Russell đồng đội của mình tại McLaren là Norris cho cuộc đua chính. Đây là vị trí pole đầu tiên chính thức của Piastri trong sự nghiệp Công thức 1 của mình. Piastri xuất phát cuộc đua từ vị trí pole và giữ vị trí đó trong suốt cuộc đua để giành chiến thắng chung cuộc tại cuộc đua chính trước Norris và Russell. Mặc dù gặp sự cố phanh vào cuối chặng đua, Norris vẫn giữ vững vị trí của mình để hoàn thành kết quả ấn tượng của đội. Russell của Mercedes đã giành được vị trí bục vinh quang cuối cùng khi về đích thứ ba. Các tay đua còn lại ghi điểm là Verstappen, Esteban Ocon, Antonelli, Albon, Oliver Bearman, Stroll và Carlos Sainz Jr. Sau khi kết quả chính thức cho cuộc đua chính được công bố, cả hai tay đua Ferrari và Pierre Gasly bị loại khỏi kết quả vì vi phạm quy định kỹ thuật. Sau Giải đua ô tô Công thức 1 Trung Quốc, Norris duy trì vị trí dẫn đầu trên bảng xếp hạng vô địch với 44 điểm trước Verstappen (36 điểm) và Russell (35 điểm). McLaren duy trì vị trí dẫn đầu trên bảng xếp hạng các đội đua với 78 điểm trước Mercedes (53 điểm) và Red Bull Racing (36 điểm).
Verstappen giành vị trí pole đầu tiên của mình trong mùa giải trước cặp tay đua McLaren là Norris và Piastri tại Giải đua ô tô Công thức 1 Nhật Bản. Verstappen đã giành chiến thắng đầu tiên trong mùa giải sau khi xuất phát từ vị trí pole trước hai tay đua McLaren là Norris và Piastri. Verstappen đã dẫn đầu cuộc đua từ đầu đến cuối, đánh dấu chiến thắng thứ tư liên tiếp tại trường đua này. Bên cạnh đó, đây cũng là chiến thắng thứ 64 trong sự nghiệp của anh. Cũng trong chặng đua, Antonelli đã trở thành tay đua trẻ nhất dẫn đầu một cuộc đua và lập một vòng đua nhanh nhất trong lịch sử Công thức 1. Các tay đua khác còn lại ghi điểm là Leclerc, Russell, Antonelli, Hamilton, Hadjar, Albon và Bearman. Sau Giải đua ô tô Công thức 1 Nhật Bản, Norris tiếp tục đứng đầu bảng xếp hạng các tay đua trước Verstappen (61 điểm), người đã rút ngắn khoảng cách số điểm với Norris xuống còn 1 điểm, và Piastri (49 điểm), người đã vượt qua Russell với kết quả chung cuộc ở vị trí thứ ba. McLaren tiếp tục đứng đầu bảng xếp hạng các đội đua với 111 điểm trước Mercedes (75 điểm) và Red Bull Racing (61 điểm).
Piastri giành vị trí pole thứ hai trong mùa giải tại Giải đua ô tô Công thức 1 Bahrain và đã dẫn đầu cuộc đua từ đầu đến cuối cuộc đua để giành chiến thắng trước Russell, người có chiếc xe gặp nhiều vấn đề về điện, và đồng đội của Piastri là Norris. Các tay đua khác còn lại ghi điểm là Leclerc, Hamilton, Verstappen, Gasly, Ocon, Tsunoda và Bearman. Hülkenberg bị loại vì tấm ván dưới xe của anh đã bị mòn quá mức. Sau Giải đua ô tô Công thức 1 Bahrain, Norris tiếp tục đứng đầu bảng xếp hạng các tay đua trước Piastri (74 điểm) với 77 điểm, người đã rút ngắn khoảng cách số điểm với Norris xuống còn 3 điểm, và Verstappen (69 điểm), người đã bị vượt qua bởi Piastri sau chiến thắng chung cuộc của mình. McLaren tiếp tục đứng đầu bảng xếp hạng các đội đua với 151 điểm trước Mercedes (93 điểm) và Red Bull Racing (71 điểm).
Verstappen giành vị trí pole thứ hai trong mùa giải tại Giải đua ô tô Công thức 1 Ả Rập Xê Út trong khi Norris va chạm tại Q3 khiến anh phải xuất phát từ vị trí thứ 10. Piastri giành chiến thắng cuộc đua trước Verstappen và Leclerc, người đã giúp Ferrari giành vị trí trên bục trao giải đầu tiên. Các tay đua khác còn lại ghi điểm là Norris, Russell, Antonelli, Hamilton, Sainz Jr., Albon và Hadjar. Thông qua chiến thắng của mình sau Giải đua ô tô Công thức 1 Bahrain, Piastri giành vị trí dẫn đầu bảng xếp hạng các tay đua với 99 điểm và đã vượt qua đồng đội Norris (89 điểm) và Verstappen (87 điểm). Bên cạnh đó, chiến thắng đó cũng giúp Piastri trở thành người Úc đầu tiên dẫn đầu bảng xếp hạng các tay đua kể từ người quản lý của anh là Mark Webber tại Giải đua ô tô Công thức 1 Nhật Bản 2010. McLaren tiếp tục đứng đầu bảng xếp hạng các đội đua với 188 điểm trước Mercedes (111 điểm) và Red Bull Racing (89 điểm).

## Kết quả

### Các chặng đua
| Stt | Chặng đua                                  | Vị trí pole    | Vòng đua nhanh nhất   | Tay đua giành chiến thắng | Đội đua giành chiến thắng  | Diễn biến chi tiết |
| --- | ------------------------------------------ | -------------- | --------------------- | ------------------------- | -------------------------- | ------------------ |
| 1   | Giải đua ô tô Công thức 1 Úc               | Lando Norris   | Lando Norris          | Lando Norris              | McLaren-Mercedes           | Chi tiết           |
| 2   | Giải đua ô tô Công thức 1 Trung Quốc       | Oscar Piastri  | Lando Norris          | Oscar Piastri             | McLaren-Mercedes           | Chi tiết           |
| 3   | Giải đua ô tô Công thức 1 Nhật Bản         | Max Verstappen | Andrea Kimi Antonelli | Max Verstappen            | Red Bull Racing-Honda RBPT | Chi tiết           |
| 4   | Giải đua ô tô Công thức 1 Bahrain          | Oscar Piastri  | Oscar Piastri         | Oscar Piastri             | McLaren-Mercedes           | Chi tiết           |
| 5   | Giải đua ô tô Công thức 1 Ả Rập Xê Út      | Max Verstappen | Lando Norris          | Oscar Piastri             | McLaren-Mercedes           | Chi tiết           |
| 6   | Giải đua ô tô Công thức 1 Miami            | Max Verstappen | Lando Norris          | Oscar Piastri             | McLaren-Mercedes           | Chi tiết           |
| 7   | Giải đua ô tô Công thức 1 Emilia-Romagna   | Oscar Piastri  | Max Verstappen        | Max Verstappen            | Red Bull Racing-Honda RBPT | Chi tiết           |
| 8   | Giải đua ô tô Công thức 1 Monaco           | Lando Norris   | Lando Norris          | Lando Norris              | McLaren-Mercedes           | Chi tiết           |
| 9   | Giải đua ô tô Công thức 1 Tây Ban Nha      | Oscar Piastri  | Oscar Piastri         | Oscar Piastri             | McLaren-Mercedes           | Chi tiết           |
| 10  | Giải đua ô tô Công thức 1 Canada           |                |                       |                           |                            | Chi tiết           |
| 11  | Giải đua ô tô Công thức 1 Áo               |                |                       |                           |                            | Chi tiết           |
| 12  | Giải đua ô tô Công thức 1 Anh              |                |                       |                           |                            | Chi tiết           |
| 13  | Giải đua ô tô Công thức 1 Bỉ               |                |                       |                           |                            | Chi tiết           |
| 14  | Giải đua ô tô Công thức 1 Hungary          |                |                       |                           |                            | Chi tiết           |
| 15  | Giải đua ô tô Công thức 1 Hà Lan           |                |                       |                           |                            | Chi tiết           |
| 16  | Giải đua ô tô Công thức 1 Ý                |                |                       |                           |                            | Chi tiết           |
| 17  | Giải đua ô tô Công thức 1 Azerbaijan       |                |                       |                           |                            | Chi tiết           |
| 18  | Giải đua ô tô Công thức 1 Singapore        |                |                       |                           |                            | Chi tiết           |
| 19  | Giải đua ô tô Công thức 1 Hoa Kỳ           |                |                       |                           |                            | Chi tiết           |
| 20  | Giải đua ô tô Công thức 1 Thành phố México |                |                       |                           |                            | Chi tiết           |
| 21  | Giải đua ô tô Công thức 1 São Paulo        |                |                       |                           |                            | Chi tiết           |
| 22  | Giải đua ô tô Công thức 1 Las Vegas        |                |                       |                           |                            | Chi tiết           |
| 23  | Giải đua ô tô Công thức 1 Qatar            |                |                       |                           |                            | Chi tiết           |
| 24  | Giải đua ô tô Công thức 1 Abu Dhabi        |                |                       |                           |                            | Chi tiết           |

### Hệ thống ghi điểm
Điểm được trao cho mười tay đua đứng đầu sau cuộc đua chính và tám tay đua dẫn đầu sau chặng đua nước rút. Hệ thống tính điểm countback được sử dụng trong trường hợp tay đua giành được nhiều chặng đua hơn sẽ được xếp hạng cao hơn. Nếu số lần chiến thắng bằng nhau thì xét các vị trí về đích thứ nhì, v.v. Số điểm được phân bố theo hệ thống như sau:
| Vị trí             | 1  | 2  | 3  | 4  | 5  | 6 | 7 | 8 | 9 | 10 |
| ------------------ | -- | -- | -- | -- | -- | - | - | - | - | -- |
| Cuộc đua chính     | 25 | 18 | 15 | 12 | 10 | 8 | 6 | 4 | 2 | 1  |
| Chặng đua nước rút | 8  | 7  | 6  | 5  | 4  | 3 | 2 | 1 |   |    |

### Bảng xếp hạng các tay đua
| Vị trí | Tay đua               | AUS | CHN  | JPN | BHR | SAU | MIA  | EMI | MON | ESP | CAN | AUT | GBR | BEL | HUN | NED | ITA | AZE | SIN | USA | MXC | SAP | LVG | QAT | ABU | Số điểm |
| ------ | --------------------- | --- | ---- | --- | --- | --- | ---- | --- | --- | --- | --- | --- | --- | --- | --- | --- | --- | --- | --- | --- | --- | --- | --- | --- | --- | ------- |
| 1      | Oscar Piastri         | 9   | 12 P | 3   | 1PF | 1   | 12   | 3P  | 3   |     |     |     |     |     |     |     |     |     |     |     |     |     |     |     |     | 161     |
| 2      | Lando Norris          | 1PF | 28   | 2   | 3   | 4F  | 21 F | 2   | 1PF |     |     |     |     |     |     |     |     |     |     |     |     |     |     |     |     | 158     |
| 3      | Max Verstappen        | 2   | 43   | 1P  | 6   | 2P  | 4P   | 1   | 4   |     |     |     |     |     |     |     |     |     |     |     |     |     |     |     |     | 136     |
| 4      | George Russell        | 3   | 34   | 5   | 2   | 5   | 34   | 7   | 11  |     |     |     |     |     |     |     |     |     |     |     |     |     |     |     |     | 99      |
| 5      | Charles Leclerc       | 8   | DSQ5 | 4   | 4   | 3   | 7    | 6   | 2   |     |     |     |     |     |     |     |     |     |     |     |     |     |     |     |     | 79      |
| 6      | Lewis Hamilton        | 10  | DSQ1 | 7   | 5   | 7   | 83   | 4   | 5   |     |     |     |     |     |     |     |     |     |     |     |     |     |     |     |     | 63      |
| 7      | Andrea Kimi Antonelli | 4   | 67   | 6F  | 11  | 6   | 67   | Ret | 18  |     |     |     |     |     |     |     |     |     |     |     |     |     |     |     |     | 48      |
| 8      | Alexander Albon       | 5   | 7    | 9   | 12  | 9   | 5    | 5   | 9   |     |     |     |     |     |     |     |     |     |     |     |     |     |     |     |     | 42      |
| 9      | Esteban Ocon          | 13  | 5    | 18  | 8   | 14  | 12   | Ret | 7   |     |     |     |     |     |     |     |     |     |     |     |     |     |     |     |     | 20      |
| 10     | Isack Hadjar          | DNS | 11   | 8   | 13  | 10  | 11   | 9   | 6   |     |     |     |     |     |     |     |     |     |     |     |     |     |     |     |     | 15      |
| 11     | Lance Stroll          | 6   | 9    | 20  | 17  | 16  | 165  | 15  | 15  |     |     |     |     |     |     |     |     |     |     |     |     |     |     |     |     | 14      |
| 12     | Carlos Sainz Jr.      | Ret | 10   | 14  | Ret | 8   | 9    | 8   | 10  |     |     |     |     |     |     |     |     |     |     |     |     |     |     |     |     | 12      |
| 13     | Tsunoda Yūki          | 12  | 166  | 12  | 9   | Ret | 106  | 10  | 17  |     |     |     |     |     |     |     |     |     |     |     |     |     |     |     |     | 10      |
| 14     | Pierre Gasly          | 11  | DSQ  | 13  | 7   | Ret | 138  | 13  | Ret |     |     |     |     |     |     |     |     |     |     |     |     |     |     |     |     | 7       |
| 15     | Nico Hülkenberg       | 7   | 15   | 16  | DSQ | 15  | 14   | 12  | 16  |     |     |     |     |     |     |     |     |     |     |     |     |     |     |     |     | 6       |
| 16     | Oliver Bearman        | 14  | 8    | 10  | 10  | 13  | Ret  | 17  | 12  |     |     |     |     |     |     |     |     |     |     |     |     |     |     |     |     | 6       |
| 17     | Liam Lawson           | Ret | 12   | 17  | 16  | 12  | Ret  | 14  | 8   |     |     |     |     |     |     |     |     |     |     |     |     |     |     |     |     | 4       |
| 18     | Fernando Alonso       | Ret | Ret  | 11  | 15  | 11  | 15   | 11  | Ret |     |     |     |     |     |     |     |     |     |     |     |     |     |     |     |     | 0       |
| 19     | Jack Doohan           | Ret | 13   | 15  | 14  | 17  | Ret  |     |     |     |     |     |     |     |     |     |     |     |     |     |     |     |     |     |     | 0       |
| 20     | Franco Colapinto      |     |      |     |     |     |      | 16  | 13  |     |     |     |     |     |     |     |     |     |     |     |     |     |     |     |     | 0       |
| 21     | Gabriel Bortoleto     | Ret | 14   | 19  | 18  | 18  | Ret  | 18  | 14  |     |     |     |     |     |     |     |     |     |     |     |     |     |     |     |     | 0       |

Chú thích
- – Tay đua không hoàn thành cuộc đua chính nhưng được xếp hạng vì hoàn thành hơn 90% tổng chiều dài cuộc đua chính.

### Bảng xếp hạng các đội đua
| Vị trí | Đội đua                      | Số xe | AUS | CHN  | JPN | BHR | SAU | MIA  | EMI | MON | ESP | CAN | AUT | GBR | BEL | HUN | NED | ITA | AZE | SIN | USA | MXC | SAP | LVG | QAT | ABU | Số điểm |
| ------ | ---------------------------- | ----- | --- | ---- | --- | --- | --- | ---- | --- | --- | --- | --- | --- | --- | --- | --- | --- | --- | --- | --- | --- | --- | --- | --- | --- | --- | ------- |
| 1      | McLaren-Mercedes             | 4     | 1PF | 28   | 2   | 3   | 4F  | 21 F | 2   | 1PF |     |     |     |     |     |     |     |     |     |     |     |     |     |     |     |     | 319     |
| 1      | McLaren-Mercedes             | 81    | 9   | 12 P | 3   | 1PF | 1   | 12   | 3P  | 3   |     |     |     |     |     |     |     |     |     |     |     |     |     |     |     |     | 319     |
| 2      | Mercedes                     | 12    | 4   | 67   | 6F  | 11  | 6   | 67   | Ret | 18  |     |     |     |     |     |     |     |     |     |     |     |     |     |     |     |     | 147     |
| 2      | Mercedes                     | 63    | 3   | 34   | 5   | 2   | 5   | 34   | 7   | 11  |     |     |     |     |     |     |     |     |     |     |     |     |     |     |     |     | 147     |
| 3      | Red Bull Racing-Honda RBPT   | 1     | 2   | 43   | 1P  | 6   | 2P  | 4P   | 1F  | 4   |     |     |     |     |     |     |     |     |     |     |     |     |     |     |     |     | 143     |
| 3      | Red Bull Racing-Honda RBPT   | 30/22 | Ret | 12   | 12  | 9   | Ret | 106  | 10  | 17  |     |     |     |     |     |     |     |     |     |     |     |     |     |     |     |     | 143     |
| 4      | Ferrari                      | 16    | 8   | DSQ5 | 4   | 4   | 3   | 7    | 6   | 2   |     |     |     |     |     |     |     |     |     |     |     |     |     |     |     |     | 142     |
| 4      | Ferrari                      | 44    | 10  | DSQ1 | 7   | 5   | 7   | 83   | 4   | 5   |     |     |     |     |     |     |     |     |     |     |     |     |     |     |     |     | 142     |
| 5      | Williams-Mercedes            | 23    | 5   | 7    | 9   | 12  | 9   | 5    | 5   | 9   |     |     |     |     |     |     |     |     |     |     |     |     |     |     |     |     | 54      |
| 5      | Williams-Mercedes            | 55    | Ret | 10   | 14  | Ret | 8   | 9    | 8   | 10  |     |     |     |     |     |     |     |     |     |     |     |     |     |     |     |     | 54      |
| 6      | Haas-Ferrari                 | 31    | 13  | 5    | 18  | 8   | 14  | 12   | Ret | 7   |     |     |     |     |     |     |     |     |     |     |     |     |     |     |     |     | 26      |
| 6      | Haas-Ferrari                 | 87    | 14  | 8    | 10  | 10  | 13  | Ret  | 17  | 12  |     |     |     |     |     |     |     |     |     |     |     |     |     |     |     |     | 26      |
| 7      | RB-Honda RBPT                | 6     | DNS | 11   | 8   | 13  | 10  | 11   | 9   | 6   |     |     |     |     |     |     |     |     |     |     |     |     |     |     |     |     | 22      |
| 7      | RB-Honda RBPT                | 22/30 | 12  | 166  | 17  | 16  | 12  | Ret  | 14  | 8   |     |     |     |     |     |     |     |     |     |     |     |     |     |     |     |     | 22      |
| 8      | Aston Martin Aramco-Mercedes | 14    | Ret | Ret  | 11  | 15  | 11  | 15   | 11  | Ret |     |     |     |     |     |     |     |     |     |     |     |     |     |     |     |     | 14      |
| 8      | Aston Martin Aramco-Mercedes | 18    | 6   | 9    | 20  | 17  | 16  | 165  | 15  | 15  |     |     |     |     |     |     |     |     |     |     |     |     |     |     |     |     | 14      |
| 9      | Alpine-Renault               | 7/43  | Ret | 13   | 15  | 14  | 17  | Ret  | 16  | 13  |     |     |     |     |     |     |     |     |     |     |     |     |     |     |     |     | 7       |
| 9      | Alpine-Renault               | 10    | 11  | DSQ  | 13  | 7   | Ret | 138  | 13  | Ret |     |     |     |     |     |     |     |     |     |     |     |     |     |     |     |     | 7       |
| 10     | Kick Sauber-Ferrari          | 5     | Ret | 14   | 19  | 18  | 16  | Ret  | 18  | 14  |     |     |     |     |     |     |     |     |     |     |     |     |     |     |     |     | 6       |
| 10     | Kick Sauber-Ferrari          | 27    | 7   | 15   | 16  | DSQ | 15  | 14   | 12  | 16  |     |     |     |     |     |     |     |     |     |     |     |     |     |     |     |     | 6       |

Chú thích mở rộng cho các bảng trên
| Chú thích                | Chú thích                                |
| Màu                      | Ý nghĩa                                  |
| ------------------------ | ---------------------------------------- |
| Vàng                     | Chiến thắng                              |
| Bạc                      | Hạng 2                                   |
| Đồng                     | Hạng 3                                   |
| Xanh lá                  | Các vị trí ghi điểm khác                 |
| Xanh dương               | Được xếp hạng                            |
| Xanh dương               | Không xếp hạng, có hoàn thành (NC)       |
| Tím                      | Không xếp hạng, bỏ cuộc (Ret)            |
| Đỏ                       | Không phân hạng (DNQ)                    |
| Đen                      | Bị loại khỏi kết quả (DSQ)               |
| Trắng                    | Không xuất phát (DNS)                    |
| Trắng                    | Chặng đua bị hủy (C)                     |
|                          | Không đua thử (DNP)                      |
| Loại trừ (EX)            |                                          |
| Không đến (DNA)          |                                          |
| Rút lui (WD)             |                                          |
| Không tham gia (ô trống) |                                          |
| Ghi chú                  | Ý nghĩa                                  |
| P                        | Giành vị trí pole                        |
| Số mũ cao                | Vị trí giành điểm tại chặng đua nước rút |
| F                        | Vòng đua nhanh nhất                      |